# 塞巴斯蒂亞諾·埃斯波西托
塞巴斯蒂亞諾·埃斯波西托（義大利語：Sebastiano Esposito，2002年7月2日—），是義大利男子職業足球員，司職前锋。現時由意甲球隊国际米兰外借至卡利亚里，他亦曾代表過義大利21歲以下國家足球隊。

## 球會生涯

### 国际米兰
2019年3月14日，埃斯波西托在歐足總歐洲聯賽16強賽国际米兰對上法蘭克福的比賽中替補上場，成為國際米蘭有史以來在歐戰出場年齡最小的球員。

### 史柏
2020年9月25日，史柏從国际米兰租借一年埃斯波西托，埃斯波西托身穿21號球衣。
2020年11月21日，埃斯波西托在球隊主場2-0擊敗對手佩斯卡拉的比賽中踢進在史柏的首次進球。

### 威尼斯
2021年1月15日，埃斯波斯托通過租借方式加入義乙球隊威尼斯。
2021年3月20日，埃斯波西托在球隊客場4-1擊敗對手蒙扎的比賽中踢進在威尼斯的首次進球。

### 巴塞爾
2021年7月13日，埃斯波西托通過租借方式加入瑞士超俱樂部巴塞爾，巴塞爾可以選擇永久買斷。7月25日，埃斯波西託在巴塞爾對陣蘇黎世草蜢的比賽中上演了他的瑞士超處子秀，並在2-0獲勝的比賽中打進了他的第一個進球。

## 國家隊生涯
埃斯波西托參加了2019年歐洲U-17足球錦標賽，並進入了決賽。
2020年9月3日，埃斯波西托在義大利U21國家隊首次亮相，這一場友誼賽對上斯洛文尼亞以2-1獲勝。

## 榮譽

### 球會
国际米兰
- 欧足联欧洲联赛亞軍：2019-20賽季

## 外部連結
- Soccerway資料庫：塞巴斯蒂亞諾·埃斯波西托